# Elida Maria Szarota
Elida Maria Szarota (* 22. November 1904 in Paris; † 1994) war Professorin an der Universität Warschau, Germanistin, Literaturhistorikerin, Autorin vieler Handbücher der deutschen Sprache.
Elida Maria Szarota war Tochter von Marceli Szarota (1876–1951) und Eleonore Kalkowska (1883–1937), Schwester des Ökonomen Ralph Szarota (1906–1994), Ehefrau von Rafał Marceli Blüth (1891–1939), Mutter von Tomasz Szarota (* 1940). Sie benutzte auch den Doppelnamen Szarota-Blüthowa.
Sie wurde in Paris geboren, wo ihre Mutter 1901 ihr Studium der Naturwissenschaften an der Sorbonne begonnen hatte. Sie studierte an der gleichen Universität Germanistik und Romanistik. Sie setzte ihr Studium an Universitäten in Genf, Berlin und Frankfurt am Main fort, wo sie 1934 ihr Doktorat mit einer Abhandlung über den Benediktinermönch Gautier de Coincy erhielt.
Im November 1939 wurde ihr Ehemann in einer der ersten Massenhinrichtungen in Warschau ermordet. Zwei Monate später gebar sie ihren Sohn Tomasz.
Nach dem Zweiten Weltkrieg war sie in Warschau als Fremdsprachenlektorin tätig. 1957 erhielt sie die Habilitation an der Humboldt-Universität zu Berlin mit der Abhandlung: Lessings Laokoon. Eine Kampfschrift für eine realistische Kunst und Poesie.
1960 wurde sie zur Dozentin am Lehrstuhl der germanischen Philologie an der Universität Warschau berufen. 1972–1974 war sie Direktor des Instituts für Germanistik und des Lehrstuhls für Literaturwissenschaften.

## Werke (Auswahl)
- Lessings Laokoon. Eine Kampfschrift für eine realistische Kunst und Poesie, Arion Verlag 1959
- Künstler, Grübler und Rebellen – Studien zum europäischen Märtyrerdrama des 17. Jahrhunderts, 1967
- Die gelehrte Welt des 17. Jahrhunderts über Polen. Zeitgenössische Texte (ed.), 1972
- Geschichte, Politik und Gesellschaft im Drama des 17. Jahrhunderts, 1976
- Das Jesuitendrama im deutschen Sprachgebiet. Eine Periochen-Edition (ed.), 1979
- Lohensteins Arminius als Zeitroman. Sichtweisen des Spätbarock, 1970
- Stärke, dein Name sei Weib. Bühnenfiguren des 17. Jahrhunderts, 1987

## Übersetzungen
- Jan Parandowski: Mittelmeerstunde. Autorisierte Übersetzung von Elida Maria Szarota. Berlin: Rütten & Loening, 1960
- Jan Parandowski: Die Sonnenuhr. Ins Deutsche übertragen von Elida Maria Szarota. Bonn: Verlag Biblioteca Christiana, 1965
- Adam Schaff: Geschichte und Wahrheit. Ins Deutsche übersetzt von Elida Maria Szarota. Zürich: Europa-Verlag 1970